# Saint-Léger-sur-Dheune
Pour les articles homonymes, voir Saint-Léger.
Saint-Léger-sur-Dheune est une commune française située dans le département de Saône-et-Loire, en région Bourgogne-Franche-Comté.

### Localisation

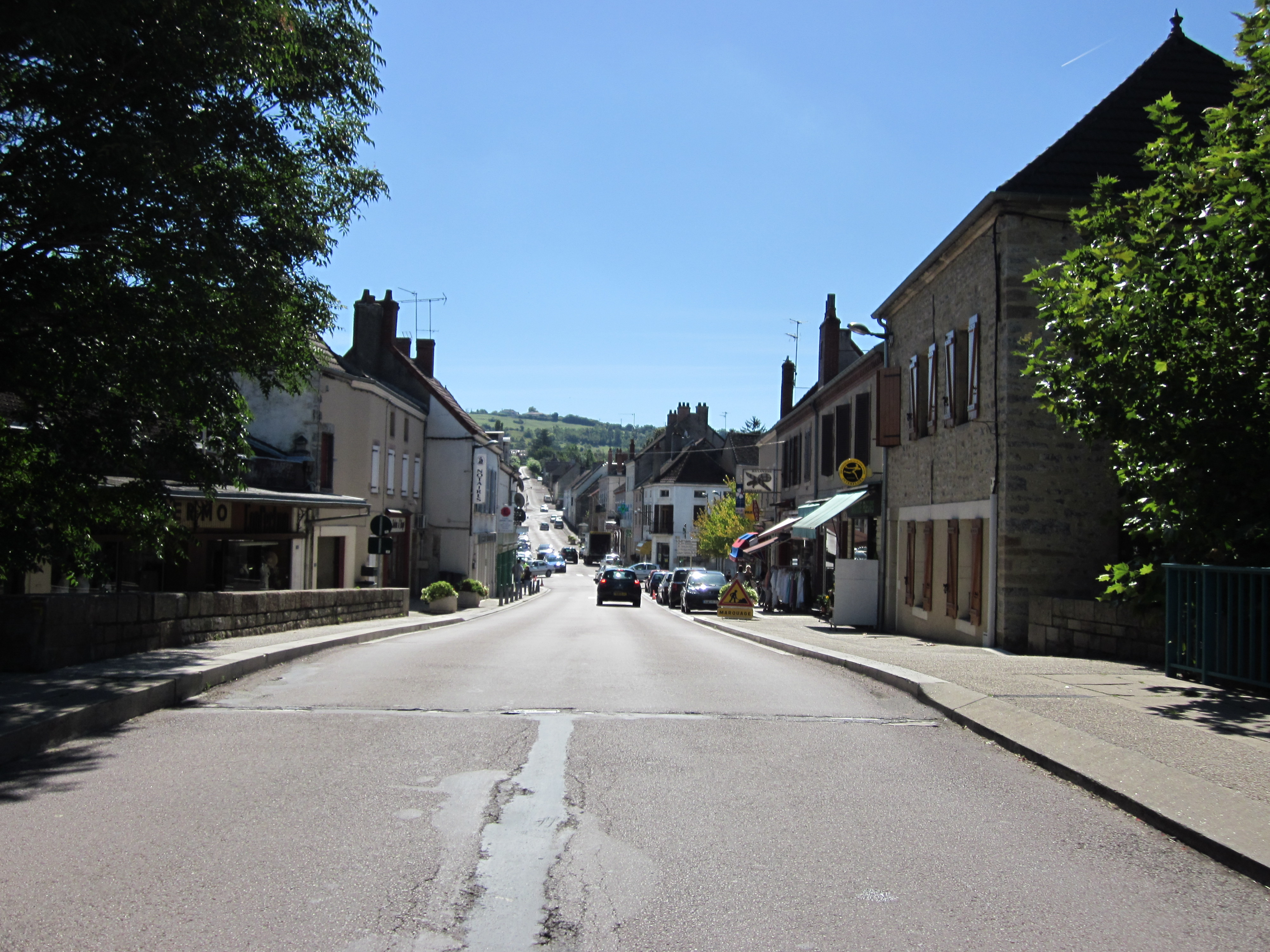
Rue principale de Saint-Léger-sur-Dheune (D 978).

## Géographie

### Communes limitrophes
Les communes limitrophes sont  Aluze, Charrecey, Dennevy, Saint-Bérain-sur-Dheune, Saint-Jean-de-Trézy et Saint-Mard-de-Vaux.

### Hydrographie

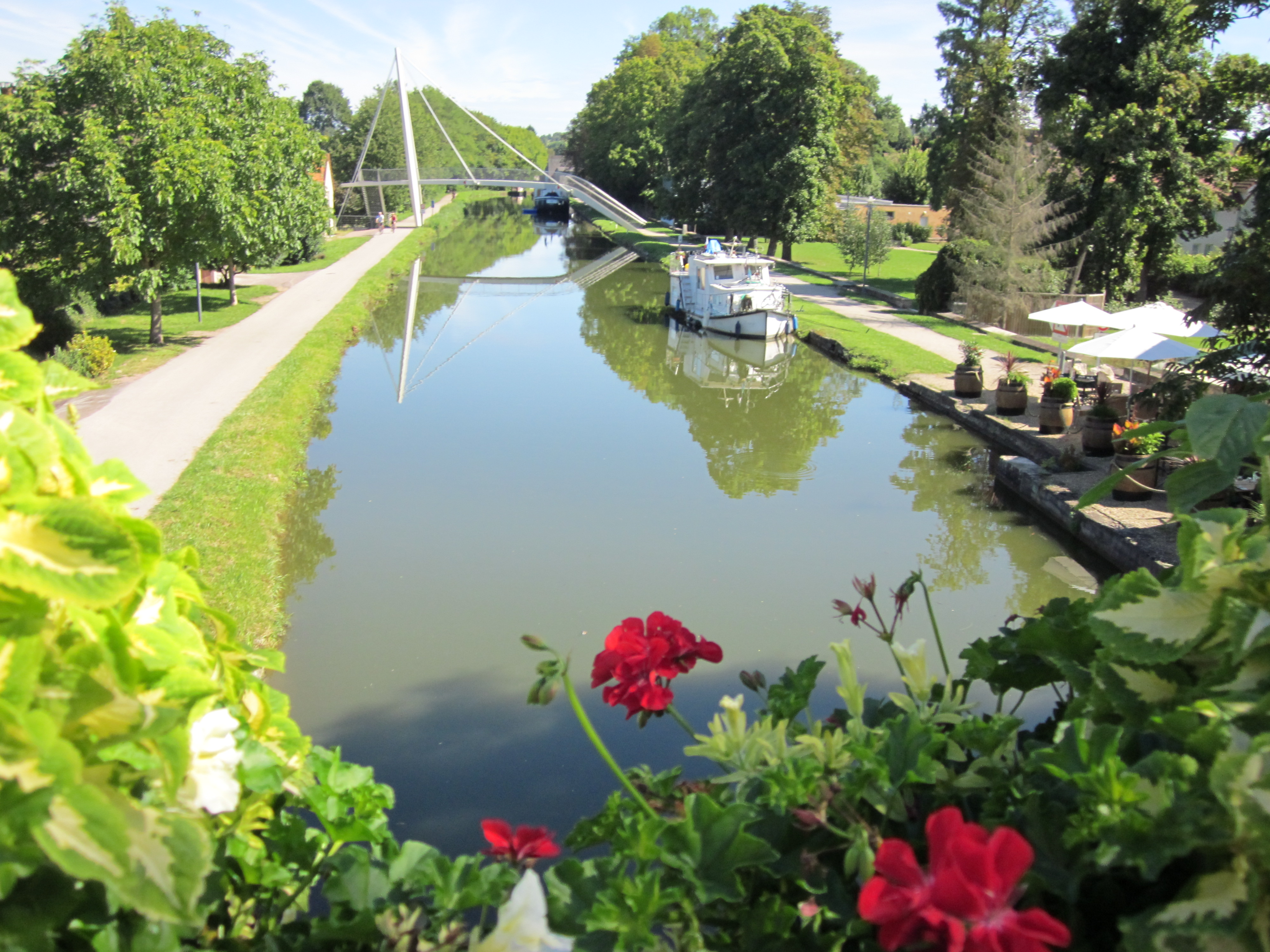
Saint-Léger-sur-Dheune - canal du Centre et voie verte.

Située dans la vallée de la Dheune, le canal du Centre traverse la commune.

### Climat
Pour des articles plus généraux, voir Climat de la Bourgogne-Franche-Comté et Climat de Saône-et-Loire.
En 2010, le climat de la commune est de type climat océanique dégradé des plaines du Centre et du Nord, selon une étude du Centre national de la recherche scientifique s'appuyant sur une série de données couvrant la période 1971-2000. En 2020, Météo-France publie une typologie des climats de la France métropolitaine dans laquelle la commune est exposée à un climat océanique altéré et est dans la région climatique Bourgogne, vallée de la Saône, caractérisée par un bon ensoleillement (1 900 h/an), un été chaud (18,5 °C), un air sec au printemps et en été et des vents faibles.
Pour la période 1971-2000, la température annuelle moyenne est de 10,9 °C, avec une amplitude thermique annuelle de 17,5 °C. Le cumul annuel moyen de précipitations est de 811 mm, avec 11,6 jours de précipitations en janvier et 7,3 jours en juillet. Pour la période 1991-2020, la température moyenne annuelle observée sur la station météorologique de Météo-France la plus proche, « St-Maurice-lès-Couches_sapc », sur la commune de Saint-Maurice-lès-Couches à 5 km à vol d'oiseau, est de 11,5 °C et le cumul annuel moyen de précipitations est de 803,5 mm. 
La température maximale relevée sur cette station est de 40,4 °C, atteinte le 12 août 2003 ; la température minimale est de −16,7 °C, atteinte le 20 décembre 2009,,.
Les paramètres climatiques de la commune ont été estimés pour le milieu du siècle (2041-2070) selon différents scénarios d'émission de gaz à effet de serre à partir des nouvelles projections climatiques de référence DRIAS-2020. Ils sont consultables sur un site dédié publié par Météo-France en novembre 2022.

## Urbanisme

### Typologie
Au 1er janvier 2024, Saint-Léger-sur-Dheune est catégorisée bourg rural, selon la nouvelle grille communale de densité à sept niveaux définie par l'Insee en 2022.
Elle est située hors unité urbaine et hors attraction des villes,.

### Occupation des sols

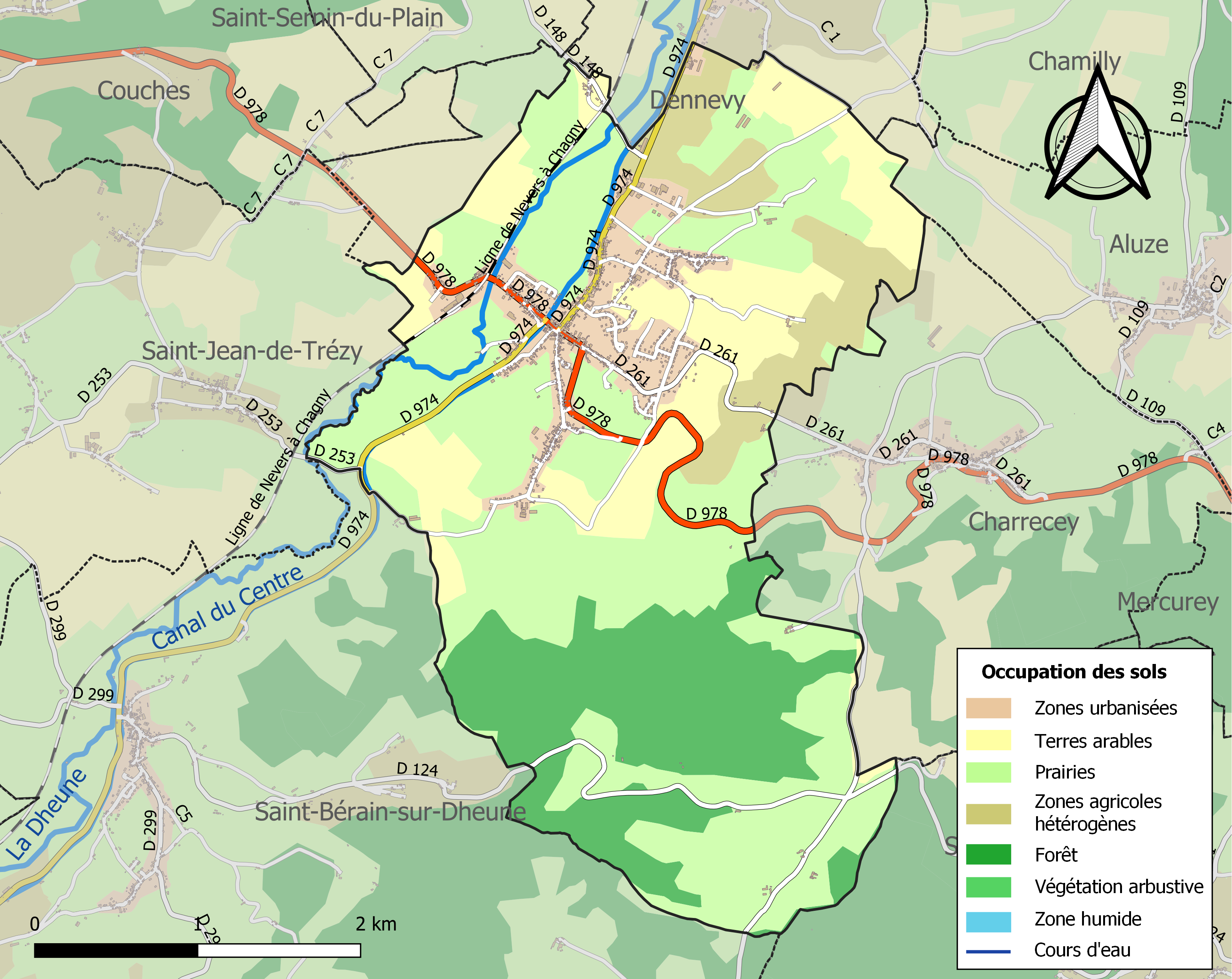
Carte des infrastructures et de l'occupation des sols de la commune en 2018 (CLC).

L'occupation des sols de la commune, telle qu'elle ressort de la base de données européenne d’occupation biophysique des sols Corine Land Cover (CLC), est marquée par l'importance des territoires agricoles (70,8 % en 2018), en diminution par rapport à 1990 (72,5 %). La répartition détaillée en 2018 est la suivante : prairies (45,4 %), forêts (19,6 %), terres arables (16,8 %), zones urbanisées (9,7 %), zones agricoles hétérogènes (8,6 %). L'évolution de l’occupation des sols de la commune et de ses infrastructures peut être observée sur les différentes représentations cartographiques du territoire : la carte de Cassini (XVIIIe siècle), la carte d'état-major (1820-1866) et les cartes ou photos aériennes de l'IGN pour la période actuelle (1950 à aujourd'hui).

### Habitat et logement
En 2020, le nombre total de logements dans la commune était de 874, alors qu'il était de 837 en 2015 et de 822 en 2010.
Parmi ces logements, 81,9 % étaient des résidences principales, 5,9 % des résidences secondaires et 12,2 % des logements vacants. Ces logements étaient pour 78 % d'entre eux des maisons individuelles et pour 21,9 % des appartements.
Le tableau ci-dessous présente la typologie des logements à Saint-Léger-sur-Dheune en 2020 en comparaison avec celle de Saône-et-Loire et de la France entière. Une caractéristique marquante du parc de logements est ainsi une proportion de résidences secondaires et logements occasionnels (5,9 %) inférieure à celle du département (7,4 %) et à celle de la France entière (9,7 %). Concernant le statut d'occupation de ces logements, 65,4 % des habitants de la commune sont propriétaires de leur logement (65,9 % en 2015), contre 64,2 % pour la Saône-et-Loire et 57,5 pour la France entière.
| Typologie                                               | Saint-Léger-sur-Dheune | Saône-et-Loire | France entière |
| ------------------------------------------------------- | ---------------------- | -------------- | -------------- |
| Résidences principales (en %)                           | 81,9                   | 82,3           | 82,1           |
| Résidences secondaires et logements occasionnels (en %) | 5,9                    | 7,4            | 9,7            |
| Logements vacants (en %)                                | 12,2                   | 10,2           | 8,2            |

### Accès et transports

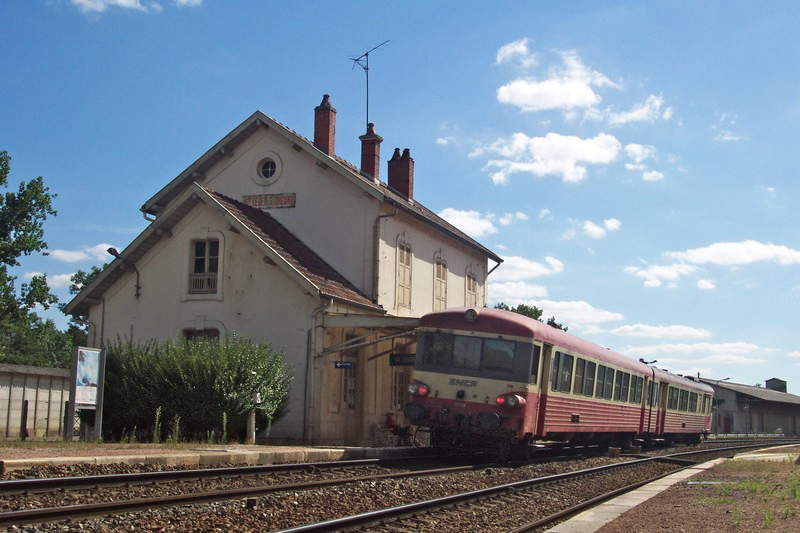
La gare en 2005.

Saint-Léger-sur-Dheune est traversée par la départementale 978 Autun - Couches // Mercurey - Chalon-sur-Saône.
La gare de Saint-Léger-sur-Dheune, située sur la ligne de Nevers à Chagny, est une halte desservie par des trains du réseau TER Bourgogne-Franche-Comté (ligne Montchanin - Chalon-sur-Saône).

## Toponymie
1793 : Saint-Léger-sur-Dheune, dans le contexte révolutionnaire, change de nom et devient Léger-la-Dheune.

## Histoire

### Révolution française et Empire
5 avril 1805 : Napoléon Ier, en route pour Milan pour y ceindre la couronne de fer, fait une halte à Saint-Léger-sur-Dheune, où il est accueilli en début d'après-midi par trois retentissantes détonations (celle de canons du dernier modèle mis au point par les Fonderies du Creusot). Sont présentés à l'Empereur, en présence de toutes les notabilités et de la population, plusieurs vétérans (certains mutilés), dont J.-B. Denis, ex-maréchal-des-logis du régiment de Noailles, ayant pris part à la guerre de l'indépendance américaine (et ayant notamment assisté à la Bataille de Yorktown par le comte de Rochambeau).

### Époque contemporaine
Village agricole et viticole (la vigne a presque disparu à l'époque contemporaine), Saint-Léger-sur-Dheune s'est transformée en bourgade au début du XIXe siècle avec le creusement du canal du Centre mis en eau en 1793 et plus tard (1861-1867) l'arrivée du chemin de fer Nevers - Chagny.
Se développent alors des activités commerciales et industrielles comme des tuileries, des plâtreries à partir d'une carrière de gypse à Charrecey et l'exploitation de charbon de 1830 à 1900.

## Politique et administration
La commune fait partie du Grand Chalon.

### Rattachements administratifs et électoraux

#### Rattachements administratifs
La commune se trouve depuis 1926 dans l'arrondissement de Chalon-sur-Saône du département de Saône-et-Loire.
Elle faisait partie depuis 1801 du canton de Chagny. Dans le cadre du redécoupage cantonal de 2014 en France, cette circonscription administrative territoriale a disparu, et le canton n'est plus qu'une circonscription électorale.

#### Rattachements électoraux
Pour les élections départementales, la commune fait partie depuis 2014 d'un nouveau canton de Chagny porté de 14 à 27 communes.
Pour l'élection des députés, elle fait partie de la troisième circonscription de Saône-et-Loire.

### Intercommunalité
Saint-Léger-sur-Dheune était le siège de la petite communauté de communes entre Monts et Dheune, un établissement public de coopération intercommunale (EPCI) à fiscalité propre créé en 2007 et auquel la commune avait transféré un certain nombre de ses compétences, dans les conditions déterminées par le code général des collectivités territoriales.
Une première fusion intervient avec la communauté de communes autour du Couchois, conformément aux prescriptions de la loi de réforme des collectivités territoriales du 16 décembre 2010, qui a prévu le renforcement et la simplification des intercommunalités et la constitution de structures intercommunales de grande taille, pour former le 1er janvier 2014 la communauté de communes Des Monts et des Vignes
Dans le cadre des dispositions de la loi portant nouvelle organisation territoriale de la République du 7 août 2015, qui prévoit que les établissements publics de coopération intercommunale (EPCI) à fiscalité propre doivent avoir un minimum de 15 000 habitants, cette intercommunalité est dissoute, et certaines de ses communes, dont Saint-Léger-sur-Dheune, le 1er janvier 2017, la communauté d'agglomération dénommée Le Grand Chalon.

### Tendances politiques
Lors des élections municipales de 2014 en Saône-et-Loire, la liste DVD menée par le maire sortant Daniel Leriche est la seule candidate et obtient donc la totalité des 573 suffrages exprimés. Elle est élue en totalité et 6 de ses membres sont également conseillers communautaires.
Lors de ce scrutin, 42,98 % des électeurs se sont abstenus et 16,47 des votants ont choisi un bulletin blanc ou nul.
Lors du premier tour des élections municipales de 2014 en Saône-et-Loire, la liste menée par le maire sortant Daniel Lericje obtient la majorité absolue des suffrages exprimés avec 343 voix (52,85 %, 15 conseillers municipaux élus dont 1 communautaire), devançant  de 37 voix celle de Mathias Lindeperg, qui a recueilli 306 voix (47,14 %, 4 conseillers municipaux élus).
Lors de ce scrutin marqué par la pandémie de Covid-19 en France, 45,12 % des électeurs se sont abstenus.

### Listes des maires
| Période                                  | Période                        | Identité           | Étiquette | Qualité |
| ---------------------------------------- | ------------------------------ | ------------------ | --------- | --- |
| Les données manquantes sont à compléter. |                                |                    |           | |
|                                          |                                |                    |           | |
| mars 1959                                | mars 1983                      | Pierre Chamagne,   |           | Médecin |
| mars 1983                                | mars 1989                      | Jean-Claude Pitaud |           | |
| mars 1989                                | juin 1995                      | Jean-Jacques Chini |           | |
| juin 1995                                | octobre 2023                   | Daniel Leriche,    | DVD       | Retraité Président de la CC entre Monts et Dheune (? → 2013) Président de la CC Des Monts et des Vignes (2014 → 2016) Démissionnaire |
| octobre 2023                             | En cours (au 30 novembre 2023) | Consiglia Dubois   |           | |

### Jumelages
Saint-Léger-sur-Dheune est jumelée avec la commune belge de Lustin depuis 1967.

## Population et société

### Démographie

#### Évolution démographique
L'évolution du nombre d'habitants est connue à travers les recensements de la population effectués dans la commune depuis 1793. Pour les communes de moins de 10 000 habitants, une enquête de recensement portant sur toute la population est réalisée tous les cinq ans, les populations de référence des années intermédiaires étant quant à elles estimées par interpolation ou extrapolation. Pour la commune, le premier recensement exhaustif entrant dans le cadre du nouveau dispositif a été réalisé en 2007.

En 2022, la commune comptait 1 554 habitants, en évolution de −0,83 % par rapport à 2016 (Saône-et-Loire : −1,06 %, France hors Mayotte : +2,11 %).
| 1793 | 1800 | 1806  | 1821  | 1831  | 1836  | 1841  | 1846  | 1851  |
| ---- | ---- | ----- | ----- | ----- | ----- | ----- | ----- | ----- |
| 858  | 871  | 1 110 | 1 373 | 1 492 | 1 755 | 1 856 | 1 895 | 1 986 |

| 1856  | 1861  | 1866  | 1872  | 1876  | 1881  | 1886  | 1891  | 1896  |
| ----- | ----- | ----- | ----- | ----- | ----- | ----- | ----- | ----- |
| 1 936 | 2 129 | 1 992 | 2 165 | 2 368 | 2 451 | 2 485 | 2 414 | 2 162 |

| 1901  | 1906  | 1911  | 1921  | 1926  | 1931  | 1936  | 1946  | 1954  |
| ----- | ----- | ----- | ----- | ----- | ----- | ----- | ----- | ----- |
| 2 016 | 1 856 | 1 888 | 1 938 | 1 753 | 1 650 | 1 533 | 1 453 | 1 432 |

| 1962  | 1968  | 1975  | 1982  | 1990  | 1999  | 2006  | 2007  | 2012  |
| ----- | ----- | ----- | ----- | ----- | ----- | ----- | ----- | ----- |
| 1 464 | 1 439 | 1 433 | 1 459 | 1 424 | 1 321 | 1 461 | 1 480 | 1 555 |

| 2017  | 2022  | - | - | - | - | - | - | - |
| ----- | ----- | - | - | - | - | - | - | - |
| 1 567 | 1 554 | - | - | - | - | - | - | - |

La population triple presque en un siècle (1786 : 915 habitants - 1836 : 1 755 habitants - 1891 : 2 395 habitants) pour décliner ensuite avec les évolutions économiques comme l'abandon des activités en perte de rentabilité (mines, vignoble) et le déclin de la navigation marchande sur le canal.
Après un point bas en 2000 avec 1 330 habitants, le bourg retrouve une certaine croissance démographique (2007 : plus de 1 500 habitants) avec des activités nouvelles (ateliers de mécanique et de chaudronnerie, transport) et aussi une ouverture au tourisme et la création d'une halte nautique pour la navigation de plaisance sur le canal du Centre ainsi qu'une voie verte pour cycliste sur le chemin de halage de Chagny à Digoin.

#### Pyramide des âges
En 2018, le taux de personnes d'un âge inférieur à 30 ans s'élève à 32,6 %, soit au-dessus de la moyenne départementale (30,4 %). À l'inverse, le taux de personnes d'âge supérieur à 60 ans est de 27,5 % la même année, alors qu'il est de 32,7 % au niveau départemental.
En 2018, la commune comptait 781 hommes pour 786 femmes, soit un taux de 50,16 % de femmes, légèrement inférieur au taux départemental (51,46 %).
Les pyramides des âges de la commune et du département s'établissent comme suit.
| Hommes | Classe d’âge | Femmes |
| ------ | ------------ | ------ |
| 0,9    | 90 ou +      | 0,8    |
| 7,2    | 75-89 ans    | 11,7   |
| 16,2   | 60-74 ans    | 18,2   |
| 21,1   | 45-59 ans    | 20,8   |
| 19,2   | 30-44 ans    | 18,8   |
| 15,0   | 15-29 ans    | 13,0   |
| 20,4   | 0-14 ans     | 16,7   |

| Hommes | Classe d’âge | Femmes |
| ------ | ------------ | ------ |
| 1      | 90 ou +      | 2,7    |
| 9,3    | 75-89 ans    | 12,5   |
| 20,7   | 60-74 ans    | 21,2   |
| 20,6   | 45-59 ans    | 20     |
| 16,5   | 30-44 ans    | 15,8   |
| 15,1   | 15-29 ans    | 12,8   |
| 16,7   | 0-14 ans     | 15     |

### Sports et loisirs
L'A.S. Saint-Léger-sur-Dheune (A.S.S.L Foot) est le club de football de la commune. Il évolue en ligue de Bourgogne-Franche-Comté, district de Saône-et-Loire. La couleur des maillots du club est rouge/rouge. La commune compte également une association « Sport et Détente », un club de danse, un club de gymnastique volontaire et un club de Judo.

Les vignobles de la côte chalonnaise.

## Culture locale et patrimoine

### Lieux et monuments
- L’église de style roman remonte sans doute au XIIe siècle, son clocher octogonal du XVe siècle est en forme de mitre pour rappeler que St Léger à qui l'église est dédiée était évêque d'Autun à 30 km. Elle a été agrandie au milieu du XIXe siècle et restaurée à la fin du XXe siècle : elle contient un intéressant retable en bois sculpté daté de 1522[34], dont les volets latéraux, sur le thème de la vie de saint Laurent, sont dus à Grégoire Guérard, un peintre hollandais actif entre 1512 et 1538, ainsi que des vitraux décoratifs (martyre de saint Léger, saint François de Sales...)[35].
- La mairie actuelle surmontée d'un petit clocheton a été installée dans une ancienne maison de « vignerons bourguignons » en 1932-1933.
- La « Maison Perusson », bureaux de l'ancienne tuilerie Perusson-Desfontaines, est inscrite au titre des monuments historiques depuis le 18 avril 2014[36].
- Le canal du Centre traverse la commune.

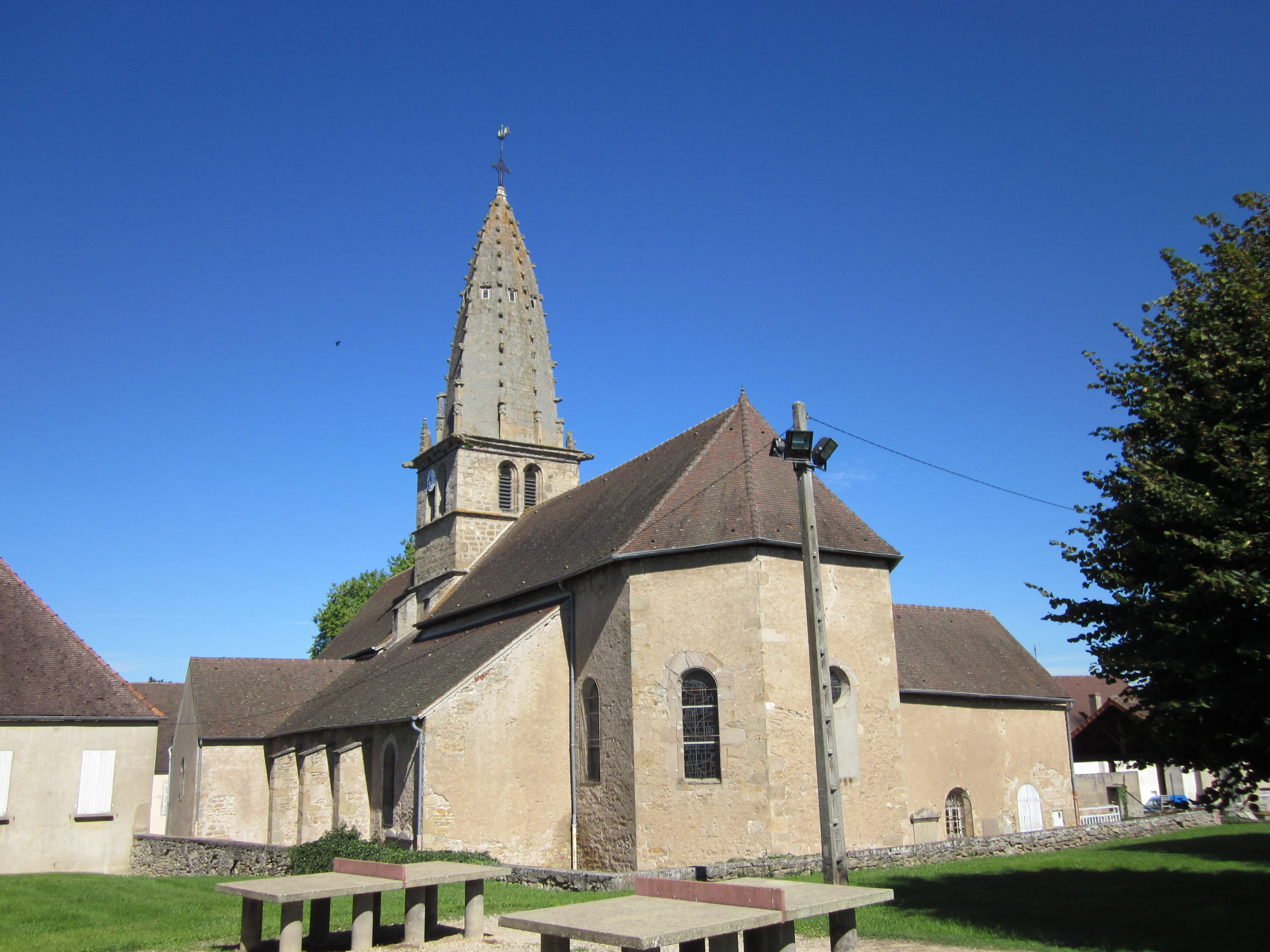
Église Saint-Léger.
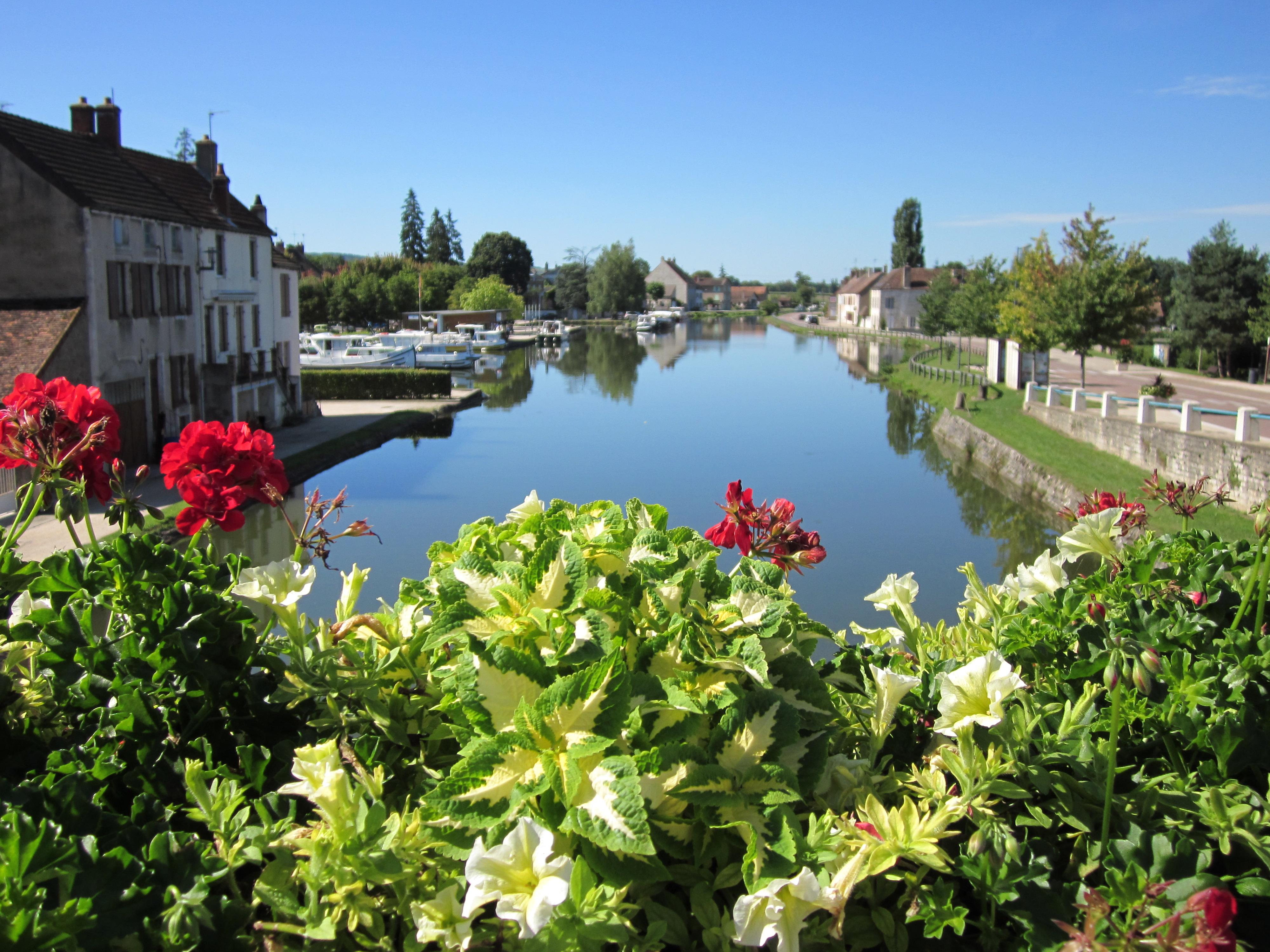
Canal du Centre et halte nautique.
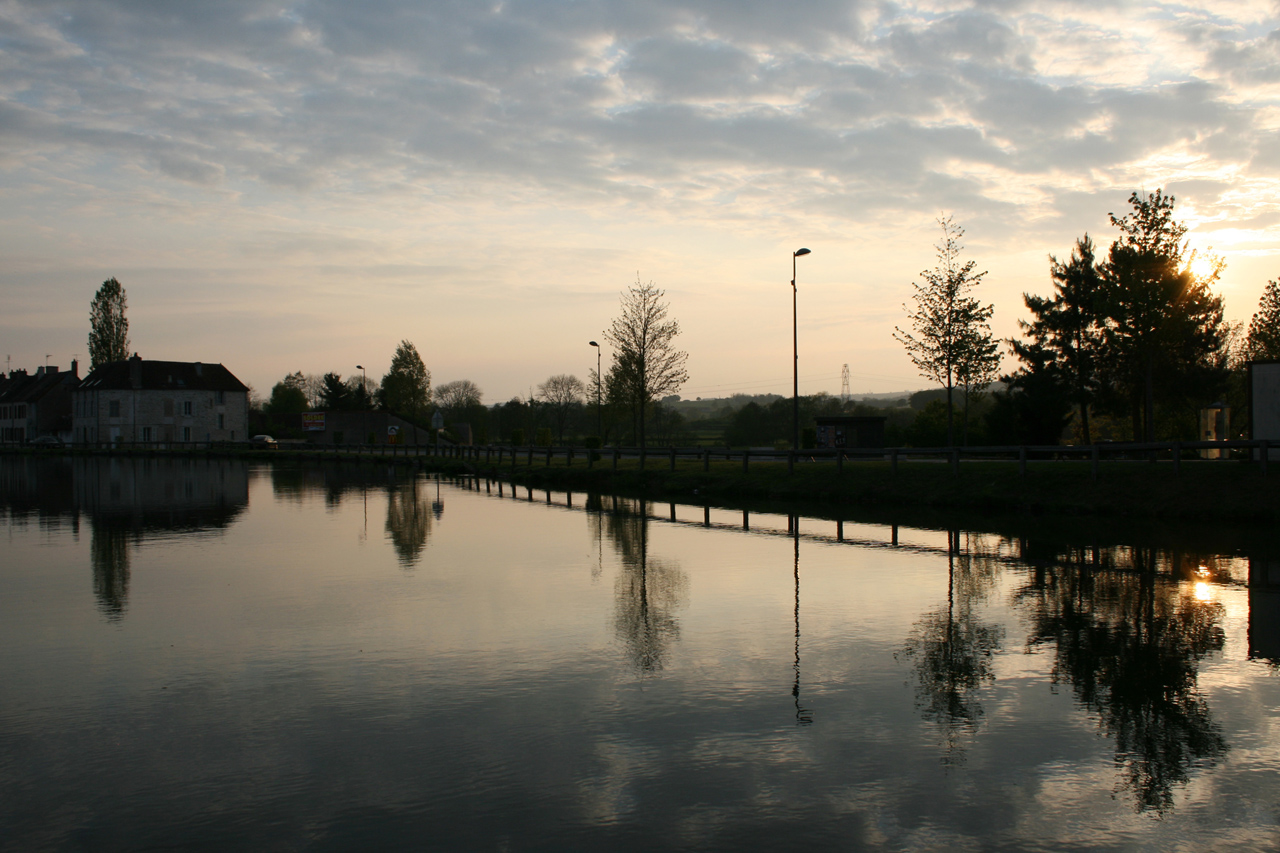
Canal du Centre.
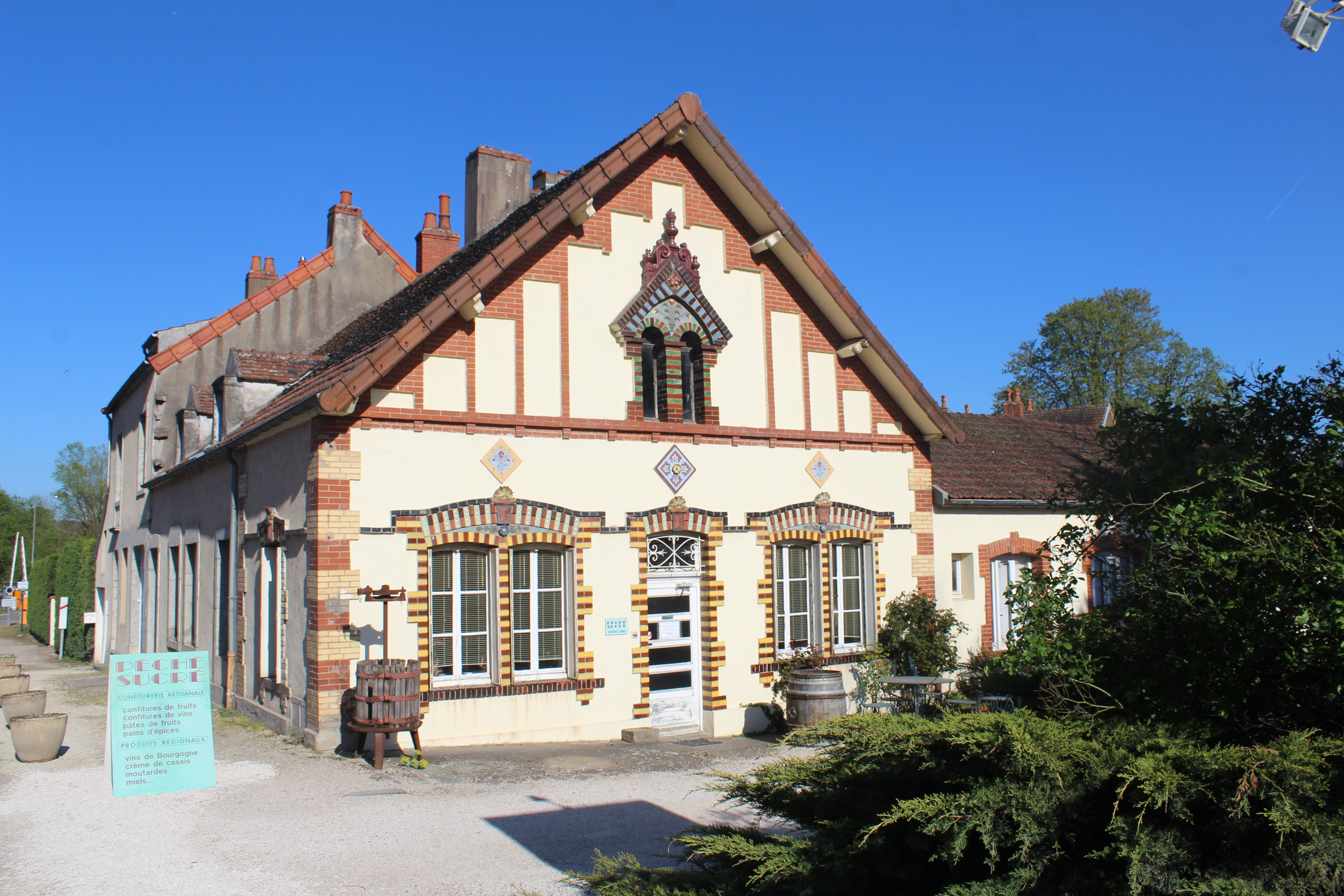
La tuilerie Perrusson-Desfontaines

### Personnalités liées à la commune
- Noël Bouton de Chamilly (1636-1715), comte de Saint-Léger, maréchal de France[37].
- Jean-Jacques Thibaud (1961-), auteur, a vécu à Saint-Léger-sur-Dheune de 1962 à 1987
- Franck Tortiller (1963-), jazzman, est originaire de Saint-Léger-sur-Dheune[38].
- Guillaume Warmuz (1970-), footballeur. Il a été conseiller municipal de cette commune de 2014 à 2020[39].

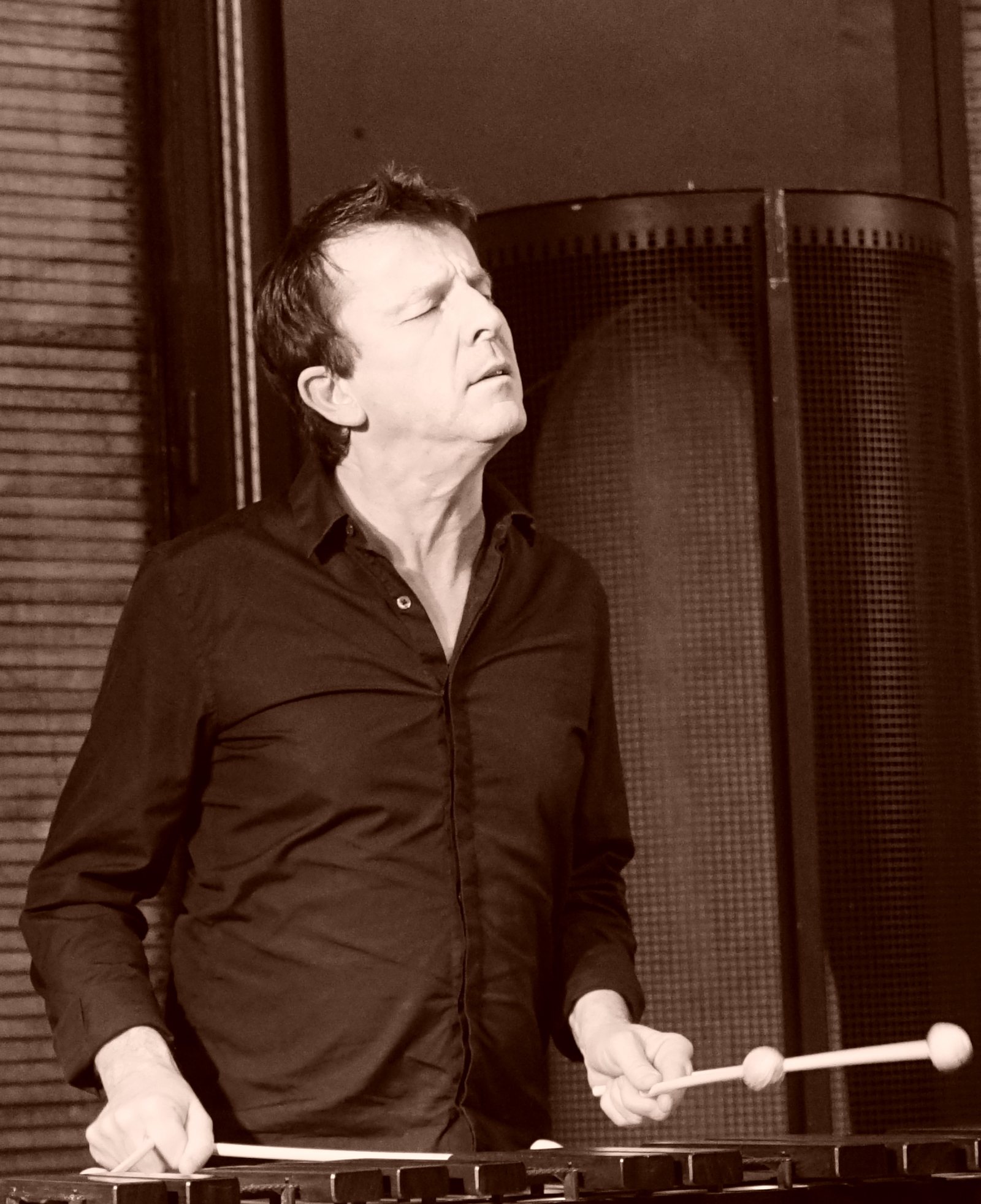
Franck Tortiller en concert en 2016.
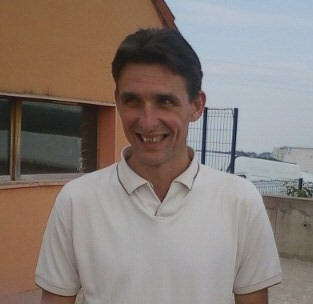
Guillaume Warmuz en 2010.

### Héraldique
| Blason de Saint-Léger-sur-Dheune | Blason  | D'argent à la fasce de gueules fretté d'or, accompagnée de trois molettes d'éperon de cinq rais de sable. |
| Blason de Saint-Léger-sur-Dheune | Détails | Le statut officiel du blason reste à déterminer.                                                          |

## Pour approfondir